# Korunovace polských panovníků

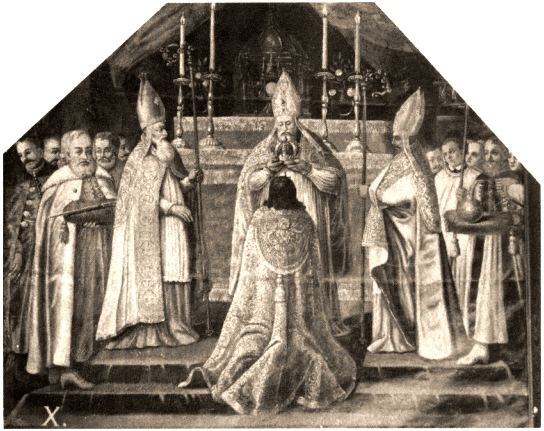
Korunovace Jana Kazimíra II. (1649).

Korunovace polských králů tradičně prováděl arcibiskup z Hnězdna (nebo jeho zástupce) a to nejdříve v katedrále v Hnězdně a později ve Wawelské katedrále v Krakově. Poslední korunovace ve městě Hnězdno proběhla v srpnu roku 1300, kdy byl korunován přemyslovec Václav II. a poslední korunovace v Krakově se uskutečnila 17. ledna 1734, kdy byl korunován August III. Polský. Korunovace polských králů probíhaly tradičně co nejdříve po pohřbení předchozího krále.
Několik korunovací proběhlo v katedrále sv. Jana ve Varšavě, včetně té poslední vykonané hnězdenským arcibiskupem 25. listopadu 1764, kdy byl korunován Stanislav II. August Poniatowski.
Úplně poslední korunovace polského krále v dějinách proběhla 24. května 1829, kdy se v královském hradě ve Varšavě sám korunoval na polského krále ruský car Mikuláš I. Pavlovič. Car-král Mikuláš I. se kompromisně korunoval sám za asistence varšavského arcibiskupa Jana Pavla Woronicze, protože jako pravoslavný nemohl být korunován v katolickým hodnostářem (ten za tento čin mohl být exkomunikován) ani pravoslavným knězem. Korunován byl tzv. korunou carevny Anny (součást ruských korunovačních klenotů), protože původní polské korunovační klenoty byly zničeny.

## Seznam korunovací polských králů a královen
| Status    | Panovník                         | Datum             | Místo                                             | Koronátor                                                            |
| --------- | -------------------------------- | ----------------- | ------------------------------------------------- | -------------------------------------------------------------------- |
| Král      | Boleslav Chrabrý                 | 1000              | Bazilika Nanebevzetí Panny Marie, Hnězdno         | Ota III. římský císař                                                |
| Král      | Měšek II.                        | 25. prosinec 1025 | Bazilika Nanebevzetí Panny Marie, Hnězdno         | Hipolit arcibiskup z Hnězdna                                         |
| Královna  | Richenza Lotrinská               | 25. prosinec 1025 | Bazilika Nanebevzetí Panny Marie, Hnězdno         | Hipolit arcibiskup z Hnězdna                                         |
| Král      | Boleslav II.                     | 25. prosinec 1076 | Bazilika Nanebevzetí Panny Marie, Hnězdno         | Bogumił arcibiskup z Hnězdna                                         |
| Král      | Přemysl                          | 26. červen 1295   | Bazilika Nanebevzetí Panny Marie, Hnězdno         | Jakub Świnka arcibiskup z Hnězdna                                    |
| Královna  | Markéta Braniborská              | 26. červen 1295   | Bazilika Nanebevzetí Panny Marie, Hnězdno         | Jakub Świnka arcibiskup z Hnězdna                                    |
| Král      | Václav                           | srpen 1300        | Bazilika Nanebevzetí Panny Marie, Hnězdno         | Jakub Świnka arcibiskup z Hnězdna                                    |
| Královna  | Eliška Rejčka                    | 26. květen 1303   | Katedrála svatého Víta, Václava a Vojtěcha, Praha | Henryk of Wierzbno biskup vratislavký                                |
| Král      | Vladislav I. Lokýtek             | 20. leden 1320    | Katedrála na Wawelu, Krakov                       | Janisław arcibiskup z Hnězdna                                        |
| Královna  | Hedvika Kališská                 | 20. leden 1320    | Katedrála na Wawelu, Krakov                       | Janisław arcibiskup z Hnězdna                                        |
| Král      | Kazimír III. Veliký              | 25. duben 1333    | Katedrála na Wawelu, Krakov                       | Janisław arcibiskup z Hnězdna                                        |
| Královna  | Aldona Anna Litevská             | 25. duben 1333    | Katedrála na Wawelu, Krakov                       | Janisław arcibiskup z Hnězdna                                        |
| Královna  | Adéla Hesenská                   | 29. září 1341     | Bazilika Nanebevzetí Panny Marie, Hnězdno         | Janisław arcibiskup z Hnězdna                                        |
| Král      | Ludvík I. Veliký                 | 10. listopad 1370 | Katedrála na Wawelu, Krakov                       | Jarosław of Bogoria arcibiskup z Hnězdna                             |
| Král-ovna | Hedvika                          | 15. říjen 1384    | Katedrála na Wawelu, Krakov                       | Bodzanta arcibiskup z Hnězdna                                        |
| Král      | Vladislav II. Jagello            | 4. březen 1386    | Katedrála na Wawelu, Krakov                       | Bodzanta arcibiskup z Hnězdna                                        |
| Královna  | Anna Celjská                     | 25. února 1403    | Katedrála na Wawelu, Krakov                       | Mikołaj Kurowski arcibiskup z Hnězdna                                |
| Královna  | Alžběta z Pilicy                 | 19. listopad 1417 | Katedrála na Wawelu, Krakov                       | Jan Rzeszowski arcibiskup z Hnězdna                                  |
| Královna  | Sofie Litevská                   | 12. únor 1424     | Katedrála na Wawelu, Krakov                       | Wojciech Jastrzębiec arcibiskup z Hnězdna                            |
| Král      | Vladislav III.                   | 25. červenec 1434 | Katedrála na Wawelu, Krakov                       | Wojciech Jastrzębiec arcibiskup z Hnězdna                            |
| Král      | Kazimír IV. Jagellonský          | 25. červen 1447   | Katedrála na Wawelu, Krakov                       | Wincenty Kot arcibiskup z Hnězdna                                    |
| Královna  | Alžběta Habsburská               | 10 February 1454  | Katedrála na Wawelu, Krakov                       | Jan Sprowski arcibiskup z Hnězdna                                    |
| Král      | Jan I. Olbracht                  | 23. září 1492     | Katedrála na Wawelu, Krakov                       | Zbigniew Oleśnicki arcibiskup z Hnězdna                              |
| Král      | Alexandr I.                      | 12. prosinec 1501 | Katedrála na Wawelu, Krakov                       | Fryderyk Jagiellończyk arcibiskup z Hnězdna                          |
| Král      | Zikmund I. Starý                 | 24. leden 1507    | Katedrála na Wawelu, Krakov                       | Andrzej Boryszewski arcibiskup z Hnězdna                             |
| Královna  | Barbora Zápolská                 | 8. února 1512     | Katedrála na Wawelu, Krakov                       | Jan Łaski arcibiskup z Hnězdna                                       |
| Královna  | Bona Sforza                      | 18. březen 1518   | Katedrála na Wawelu, Krakov                       | Jan Łaski arcibiskup z Hnězdna                                       |
| Král      | Zikmund II. August               | 20. února 1530    | Katedrála na Wawelu, Krakov                       | Jan Łaski arcibiskup z Hnězdna                                       |
| Královna  | Alžběta Habsburská               | 8. květen 1543    | Katedrála na Wawelu, Krakov                       | Piotr Gamrat arcibiskup z Hnězdna                                    |
| Královna  | Barbora Radziwiłłovna            | 4. prosinec 1550  | Katedrála na Wawelu, Krakov                       | Mikołaj Dzierzgowski arcibiskup z Hnězdna                            |
| Královna  | Kateřina Habsburská              | 30. červen 1553   | Katedrála na Wawelu, Krakov                       | Mikołaj Dzierzgowski arcibiskup z Hnězdna                            |
| Král      | Jindřich I. z Valois             | 21. únor 1574     | Katedrála na Wawelu, Krakov                       | Jakub Uchański arcibiskup z Hnězdna                                  |
| Král-ovna | Anna Jagellonská                 | 1. květen 1576    | Katedrála na Wawelu, Krakov                       | Stanisław Karnkowski arcibiskup z Hnězdna                            |
| Král      | Štěpán Báthory                   | 1. květen 1576    | Katedrála na Wawelu, Krakov                       | Stanisław Karnkowski arcibiskup z Hnězdna                            |
| Král      | Zikmund III. Vasa                | 27. prosinec 1587 | Katedrála na Wawelu, Krakov                       | Stanisław Karnkowski arcibiskup z Hnězdna                            |
| Královna  | Anna Habsburská                  | 31. květen 1592   | Katedrála na Wawelu, Krakov                       | Stanisław Karnkowski arcibiskup z Hnězdna                            |
| Královna  | Konstance Habsburská             | 11. prosinec 1605 | Katedrála na Wawelu, Krakov                       | Piotr Tylicki arcibiskup z Hnězdna                                   |
| Král      | Vladislav IV. Vasa               | 6. únor 1633      | Katedrála na Wawelu, Krakov                       | Jan Wężyk arcibiskup z Hnězdna                                       |
| Královna  | Cecílie Renata Habsburská        | 13. září 1637     | Kostel svatého Jana, Varšava                      | Maciej Łubieński arcibiskup z Hnězdna                                |
| Královna  | Ludovika Marie Gonzagová         | 15. červenec 1646 | Katedrála na Wawelu, Krakov                       | Maciej Łubieński arcibiskup z Hnězdna                                |
| Král      | Jan Kazimír II. Vasa             | 17. leden 1649    | Katedrála na Wawelu, Krakov                       | Maciej Łubieński arcibiskup z Hnězdna                                |
| Král      | Michał I. Wiśniowiecki           | 29. září 1669     | Katedrála na Wawelu, Krakov                       | Mikołaj Prażmowski arcibiskup z Hnězdna                              |
| Královna  | Eleonora Marie Josefa Habsburská | 29. září 1670     | Kostel svatého Jana, Varšava                      | Mikołaj Prażmowski arcibiskup z Hnězdna                              |
| Král      | Jan III. Sobieski                | 2. února 1676     | Katedrála na Wawelu, Krakov                       | Andrzej Olszowski arcibiskup z Hnězdna                               |
| Královna  | Marie Kazimíra d’Arquien         | 2. února 1676     | Katedrála na Wawelu, Krakov                       | Andrzej Olszowski arcibiskup z Hnězdna                               |
| Král      | August II. Silný                 | 15. září 1697     | Katedrála na Wawelu, Krakov                       | Stanisław Dąbski biskup kuvajský                                     |
| Král      | Stanislav I. Leszczyński         | 4. října 1705     | katedrála svatého Jana, Varšava                   | Konstanty Zieliński arcibiskup z Lvova                               |
| Královna  | Kateřina Opalinská               | 4. října 1705     | Kostel svatého Jana, Varšava                      | Konstanty Zieliński arcibiskup z Lvova                               |
| Král      | August III.                      | 17. ledna 1734    | Katedrála na Wawelu, Krakov                       | Jan Aleksander Lipski biskup krakovský                               |
| Královna  | Marie Josefa Habsburská          | 17. ledna 1734    | Katedrála na Wawelu, Krakov                       | Jan Aleksander Lipski biskup krakovský                               |
| Král      | Stanislav II. August Poniatowski | 25. listopad 1764 | Kostel svatého Jana, Varšava                      | Władysław Łubieński arcibiskup z Hnězdna                             |
| Král      | Mikuláš I.                       | 24. května 1829   | Královský hrad, Varšava                           | Mikuláš I. za asistence Jana Pavla Woronicze arcibiskupa varšavského |